# Rede Salesiana Brasil de Escolas

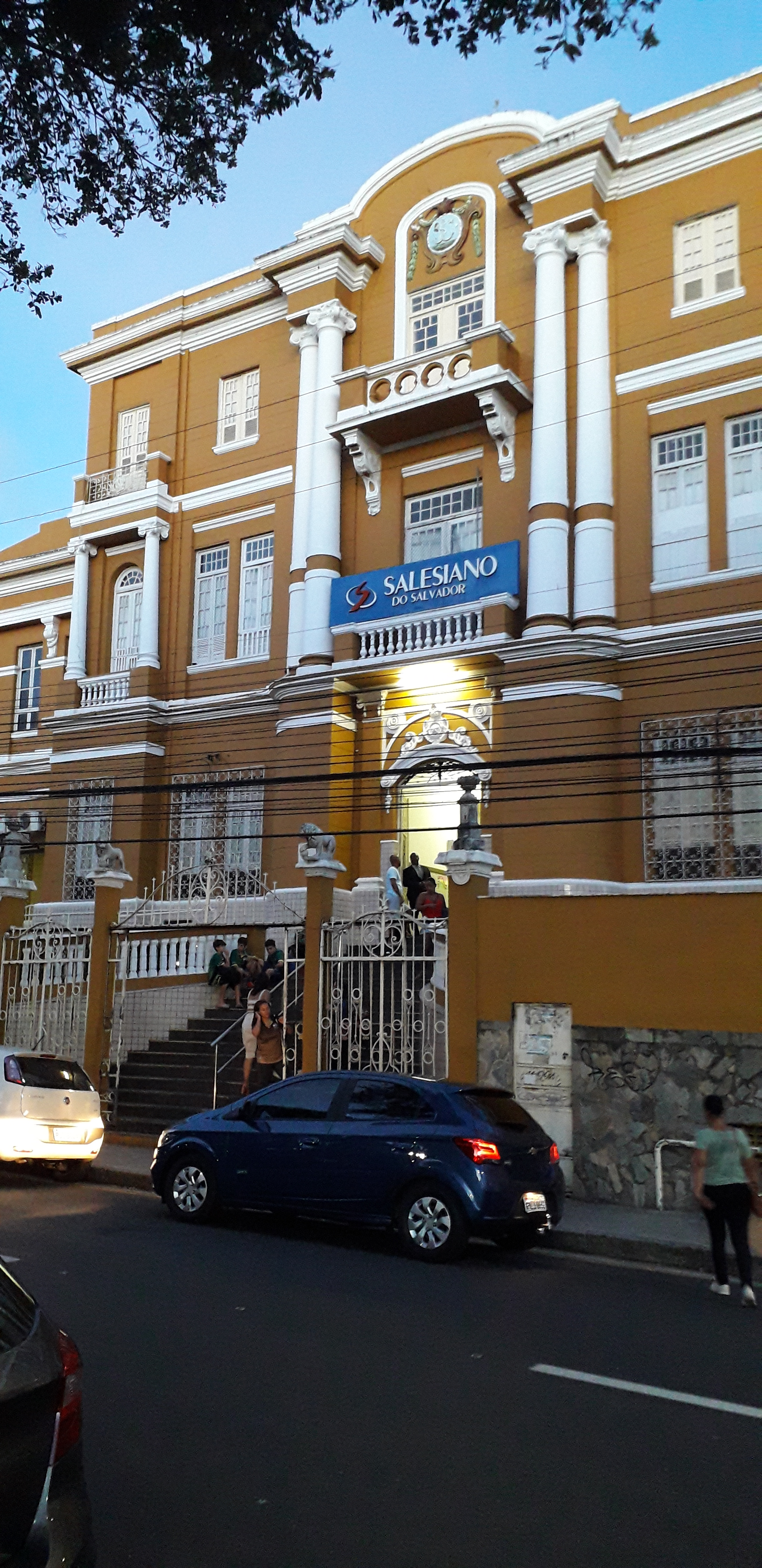
Colégio Salesiano de Salvador, Bahia, com a logomarca da RSB-Escolas acima da entrada.

A Rede Salesiana Brasil de Escolas (RSB-Escolas) é uma rede de escolas originada de uma união entre os Salesianos e as Filhas de Maria Auxiliadora no Brasil, em 2002, com sede em Brasília. Tem como objetivo integrar as escolas salesianas do país por meio de práticas didático-pedagógicas desenvolvidas por uma equipe de educadores própria. De acordo com a instituição, sua atuação se baseia na visão humanista e cristã do sistema preventivo de educação, proposto por Dom Bosco, e no concílio das diferentes realidades das escolas salesianas no Brasil.
A estratégia de desenvolvimento dá importância à elaboração de material didático-pedagógico, principalmente livros que conciliam o conteúdo de conhecimento do contexto contemporâneo e os valores educacionais salesianos. Segundo informações da própria instituição disponíveis em 2020, integrava cerca de 5 mil profissionais da educação e 85 mil alunos, o que inclui educação infantil, ensino fundamental e ensino médio, em mais de cem escolas.

## História

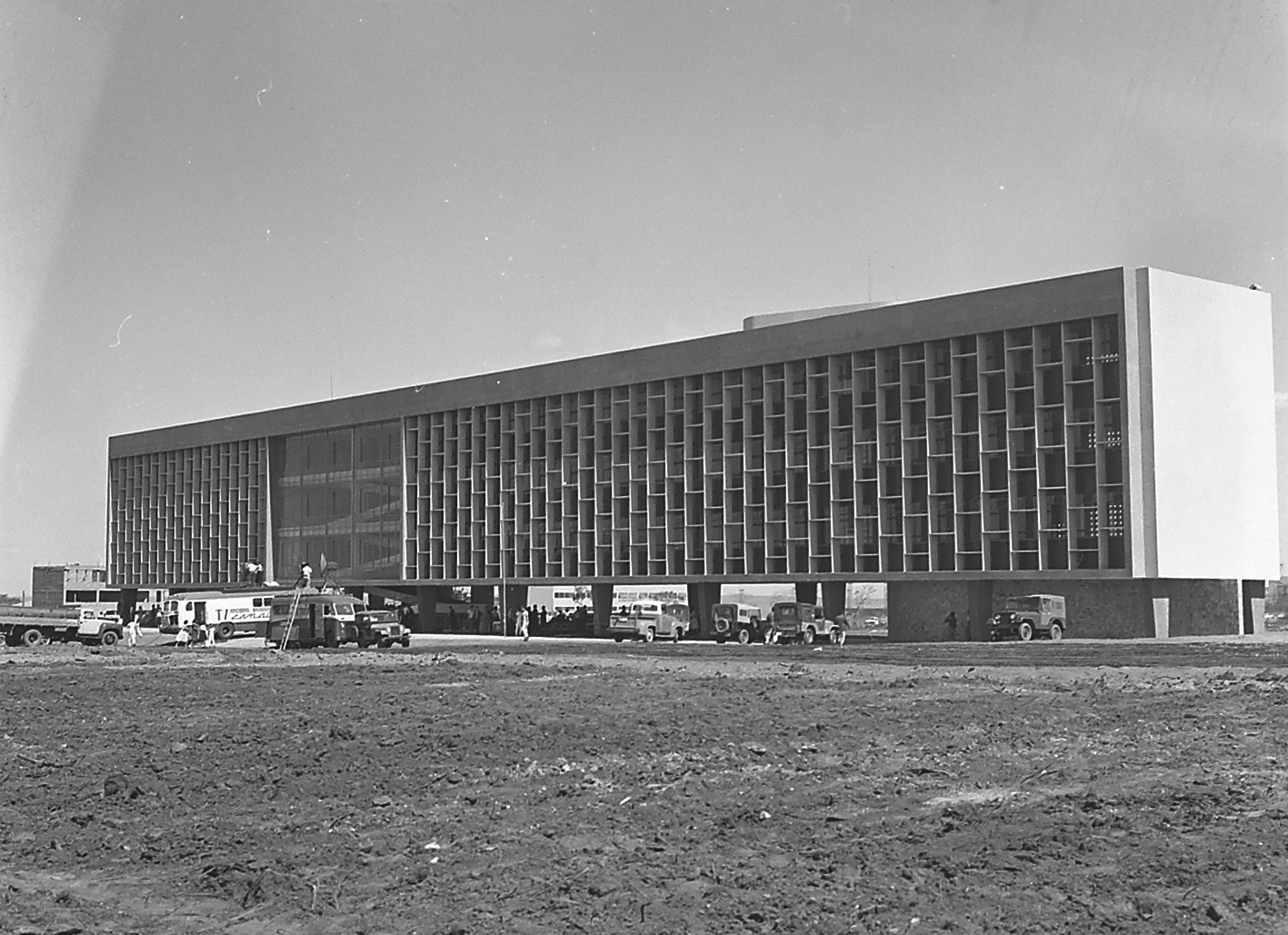
O então Colégio Dom Bosco de Brasília em 1960. Brasília é a sede da RSB-Escolas.

Os Salesianos atuam na manutenção de escolas no Brasil desde o século XIX. Ao chegarem da Europa, construíram o Colégio Salesiano Santa Rosa, em Niterói, no Rio de Janeiro, em 1833, cuja escola foi a primeira da congregação no país. Era um contexto de analfabetismo elevado, ao mesmo tempo em que a industrialização e a demanda por mão de obra qualificada estavam em aceleração. Desse modo, os religiosos forneciam a educação básica e formação profissional. No decorrer das décadas seguintes, outras unidades foram criadas pelo território brasileiro, atingindo um total de 16 em 1904 e 30 em 1933.
Em 1994, ocorreu o primeiro encontro das Escolas Salesianas na América (ESA), no qual foi difundida a proposta de instituir redes exclusivamente educativas dentro da congregação. Nesse sentido, no segundo encontro, realizado no Equador em 2001, foi iniciada a união entre as escolas mantidas pelos Salesianos de Dom Bosco e as Filhas de Maria Auxiliadora no Brasil para ser formada a Rede Salesiana de Escolas (RSE). No ano seguinte, foi nomeado o corpo diretor e foi iniciada a proposta pedagógica, que foi concluída em 2005. Em 2013, o material didático passou a ser fornecido pela Editora Edebê Brasil, que foi criada inicialmente para atender à demanda da rede.
A renomeação de "Rede Salesiana de Escolas" para "Rede Salesiana Brasil de Escolas" ocorreu em janeiro de 2017, mantendo a isonomia do grupo Rede Salesiana Brasil (RSB), assim como outras divisões específicas deste; a exemplo da RSB-Social e RSB-Ensino Superior.